# Thaumatopsis bolterellus
Thaumatopsis bolterellus là một loài bướm đêm trong họ Crambidae.